# Flatland: The Movie
Pour plus de détails, voir Fiche technique et Distribution.
Flatland: The Movie est un film américain réalisé par Dano Johnson et Jeffrey Travis, sorti en 2007.

## Synopsis
Le film se déroule dans un monde plat. Une jeune fille hexagone nommée Hex décide de penser le monde d'une manière différente.

## Fiche technique
- Titre : Flatland: The Movie
- Réalisation : Dano Johnson et Jeffrey Travis
- Scénario : Seth Caplan, Dano Johnson et Jeffrey Travis d'après le roman Flatland d'Edwin Abbott Abbott
- Musique : Kazimir Boyle
- Production : Seth Caplan
- Société de production : Flat World Productions
- Pays :  États-Unis
- Genre : Animation et science-fiction
- Durée : 34 minutes
- Dates de sortie : 
  -  États-Unis : 2007

## Doublage
- Martin Sheen : Arthur le carré
- Kristen Bell : Hex
- Michael York : Spherius
- Joe Estevez : Abbott le carré
- Tony Hale : le roi de Pointland
- Curtis Luciani : le roi de Lineland
- Danu Uribe : Arlene le carré
- Garry Peters : Pantocyclus
- Lee Eddy (en) : Helios / la reine de Lineland
- Robert Murphy : le journaliste pentagone
- Shannon McCormick : garde triangle 1
- Seth Caplan : garde triangle 2
- Dano Johnson : le triangle à la radio
- T. Lynn Mikeska : la mère heptagone
- Jeffrey Travis : le prêtre cercle
- Cynthia Oelkers : la reine de Lineland

## Accueil
Michelle Press pour Scientific American estime que le film simplifie le roman d'Abbott mais donne envie de le lire.

## Suite
En 2012, une suite intitulée Flatland 2: Sphereland est sortie. Elle est basée sur le roman Sphereland deDionys Burger sorti en 1965 et qui est une suite au roman original d'Abbott. 